# 시모야마촌 (아이치현 히가시카모군)
시모야마촌(下山村)은 아이치현 히가시카모군에 설치되었던 촌이다. 2005년 4월 1일, 니시카모군 후지오카정, 니시카모군 오바라촌, 히가시카모군 아스케정, 히가시카모군 아사히정, 히가시카모군 이나부정과 함께 도요타시에 편입되었다.

## 역사
에도 시대 정역 중 구 가모 군은 하타모토·테라사령, 구 누카타 군은 오카자키 번 및 하타모토·테라사령이었다.
- 1889년 10월 1일 - 정촌제 시행으로 히가시카모군 시라야마촌, 오누마촌, 도미요시촌, 누가타군 시모야마촌이 성립하였다.
- 1956년 9월 30일 - 누가타군 시모야마촌의 일부를 편입하였다.
- 2005년 4월 1일 - 후지오카정, 오바라촌, 히가시카모군 아스케정, 아사히촌, 이나부정과 함께 도요타시에 편입돼 히가시카모군 시로야마촌은 소멸하였다.
- 2006년 1월 1일 - 1956년 분리된 구 시모야마 촌의 일부를 포함한 누카타 군 누카타 정이 오카자키 시에 편입되어 누카타초가 소멸하였다.

### 역대 촌장
- 초대 오야마 켄쿠로 (大山鉉九郎) (1906년 7월 - 1915년 3월)
- 제2대 오카와라 신파치 (大河原新八) (1915년 3월 - 1916년 3월)
- 제3대 오카와라 고로쿠 (大河原吾六) (1916년 4월 - 1918년 11월)
- 제4대 이나마에 소지로 (稲前宗治郎) (1918년 12월-1920년 6월)
- 제5대 우노 긴페이 (宇野銀平) (1920년 7월 - 1924년 6월)
- 제6대 모리히사 마사타카 (森久政高) (1924년 7월 - 1928년 6월)
- 제7대 우노 긴페이 (宇野銀平) (1928년 7월-1932년 6월)
- 제8대 요시다 노부이치 (吉田宣一) (1932년 7월-1944년 6월)
- 제9대 우노 긴페이 (宇野銀平) (1944년 7월~1946년 3월) - 아이치 현의원도 지냈다.
- 제10대 오야마 슈이치로 (大山修一郎) (1946년 3월-1949년 3월) - 수입역이나 조역을 거쳐 전후 첫 촌장에 취임.
- 제11대 가나야마 노부요시 (金山信吉) (金山信吉, 1949년 4월~1952년 1월) - 조역을 거쳐 촌장 취임.공무처 임기 중에 사쿠라이촌에서 자동차 사고사.
- 제12대 오기노이치 (荻野一) (1952년 3월-1953년 5월) - 임기 중 병사.
- 제13대 우노 나나노스무 (宇野七之進) (1953년 6월-1963년 3월) - 우노 긴페이의 아들.교육위원을 거쳐 촌장에 취임하여 댐 문제 등에 진력. 퇴임 후 아이치 의회 의원 취임.
- 제14대 시바타 카나메 (柴田要) (1963년 4월-1967년 4월) 고도 경제 성장기에 취임.
- 제15대 야나세 마코토 (簗瀬誠) (1967년 4월~1975년 4월) - 고도 경제 성장기부터 오일 쇼크까지 2기 맡아 교육과 복지에 중점을 두었다.
- 제16대 스즈키 마사미츠 (鈴木正光) (1975년 4월~1991년 4월) - 수입역이나 조역을 거쳐 촌장에 취임.4기는 전후 최장.
- 제17대 후카미 요시미 (深見吉美) (1991년 4월-1991년 7월) - 수입역을 거쳐 촌장에 취임.임기 중에 병몰
- 제18대 가와이 요시카네 (川合吉金) (1991년 7월-1995년 8월) - 조역을 거쳐 촌장에 취임.
- 제19대 시미즈 모토히사 (清水元久) (1995년 9월 1일 - 2005년 3월 31일) - 초등학교 통합에 진력.

## 교통

### 도로
- 국도 301호선
- 국도 420호선
- 국도 473호선